# Terminal Antônio Bezerra
O Terminal de integração do Antônio Bezerra ou simplesmente Terminal Antônio Bezerra é um terminal urbano da cidade de Fortaleza, localizado entre as avenidas Mister Hull e Perimetral, na regional III no bairro do Antônio Bezerra. Ao todo operam 46 linhas transportando em média mais de 190 mil usuários todos os dias, configurando como um dos mais importantes terminais de ônibus urbano da capital. Esse terminal é atualmente atendido pelo corredor de BRT (Bus Rapid Transit) Antônio Bezerra-Papicu por meio das linhas 200 e 222 pertencentes ao Expresso Fortaleza.
Sua localização estratégica faz do Antônio Bezerra um dos principais pontos de conexão dos passageiros vindos dos municípios a oeste da RMF, por meio da rede metropolitana de transportes rodoviários, principalmente os usuários vindos do município de Caucaia, há também muito tráfego de alunos que utilizam o terminal para chegar a UFC. É o segundo mais populoso do estado, que realizam nesse terminal a integração com o transporte urbano da capital com uso do Bilhete Único Metropolitano.

## Histórico

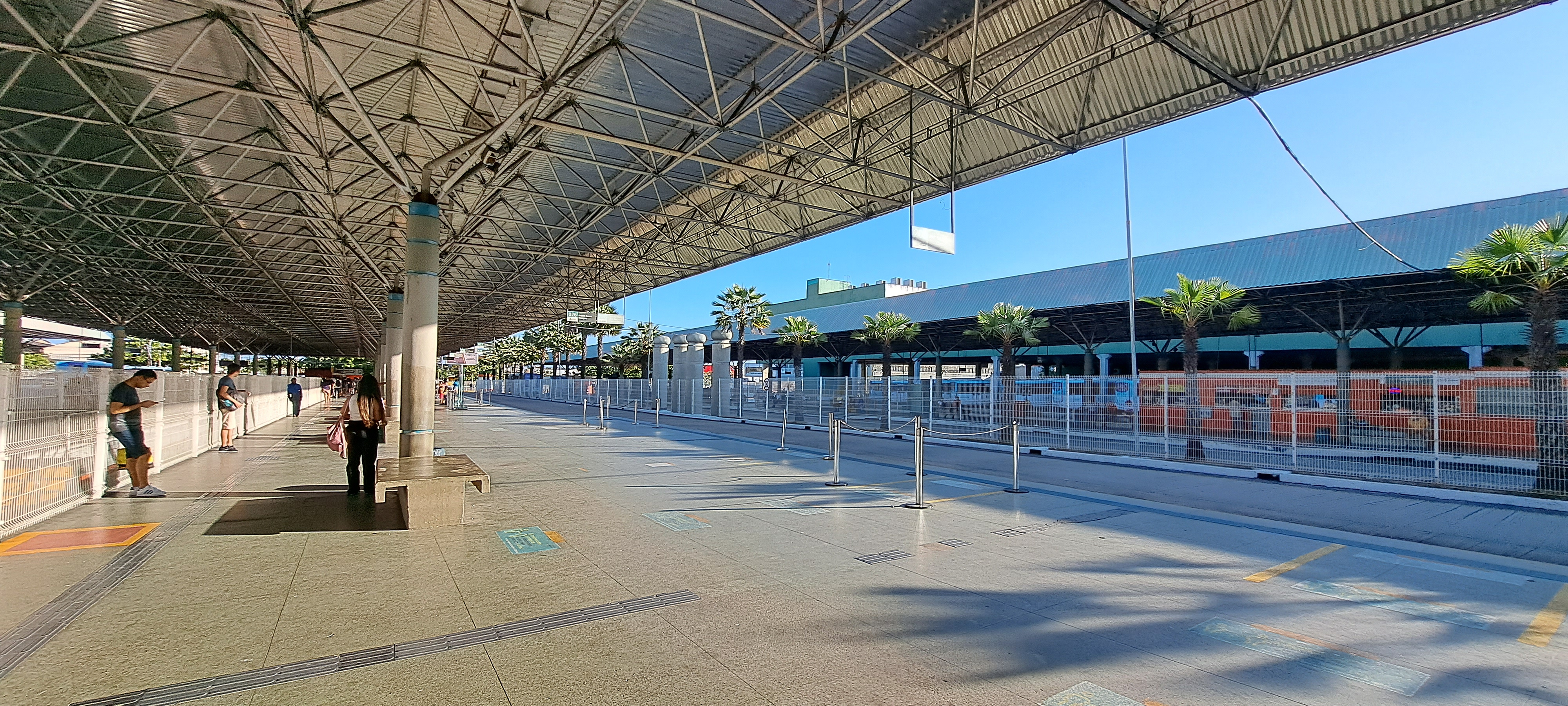
Vista da plataforma A do terminal Antônio Bezerra.

A estrutura original do terminal foi inaugurada em 1 de julho de 1992 pelo ex-prefeito da cidade Juraci Vieira de Magalhães. Iniciada em agosto de 2009 durante a gestão Luizianne Lins, a obra de reforma e ampliação do Terminal Antônio Bezerra passou por diversas paralisações, sendo definitivamente retomada  em março de 2013, já na gestão Roberto Cláudio. O projeto passou por ajustes e adaptações para trazer modernidade e conforto à população.
O Novo Terminal Antônio Bezerra teve sua primeira etapa entregue em 20 de janeiro de 2014. A entrega da segunda etapa do Terminal, que tem dois terços do espaço total, completa o pacote de melhorias prometidas para os usuários do transporte público que precisam acessar este equipamento diariamente.

## Características

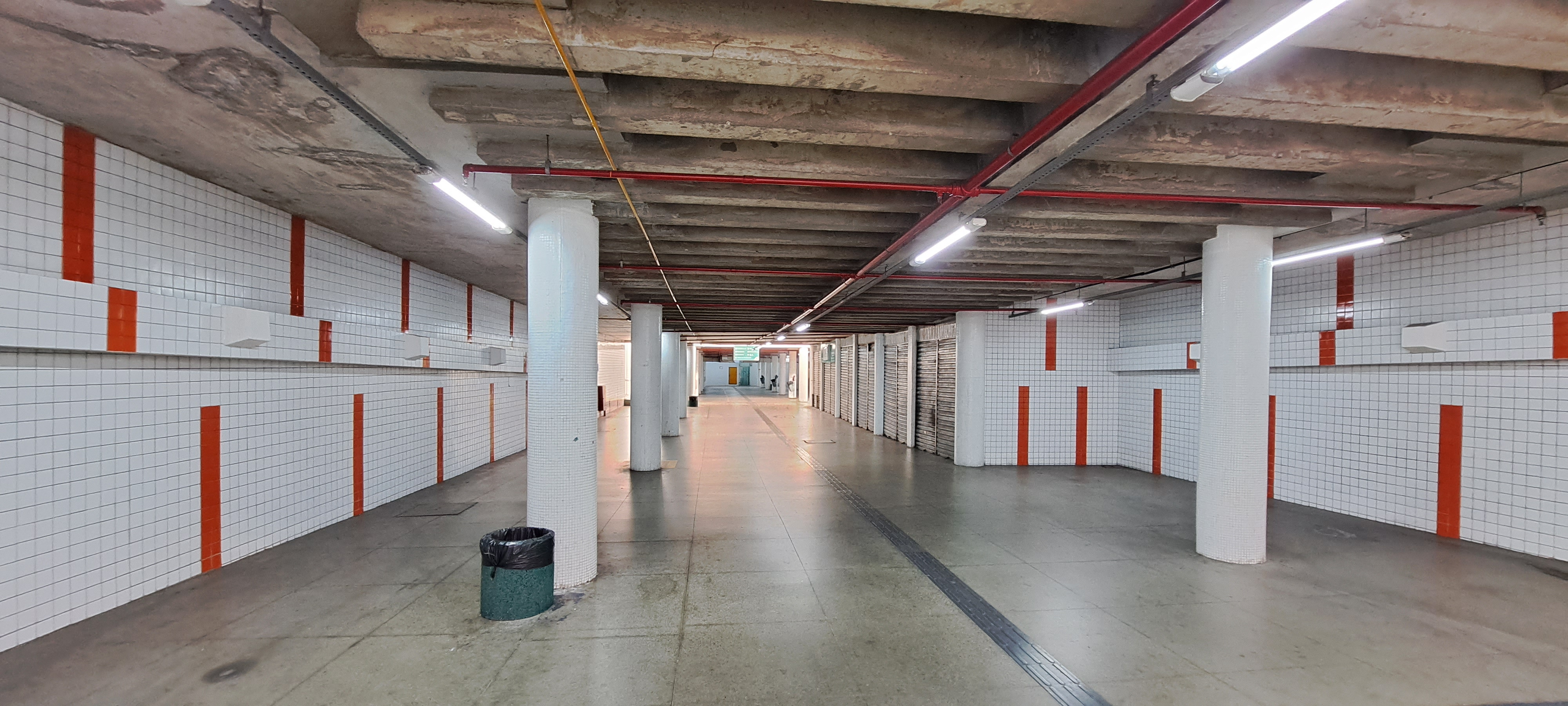
Túnel de ligação entre as três plataformas do terminal.

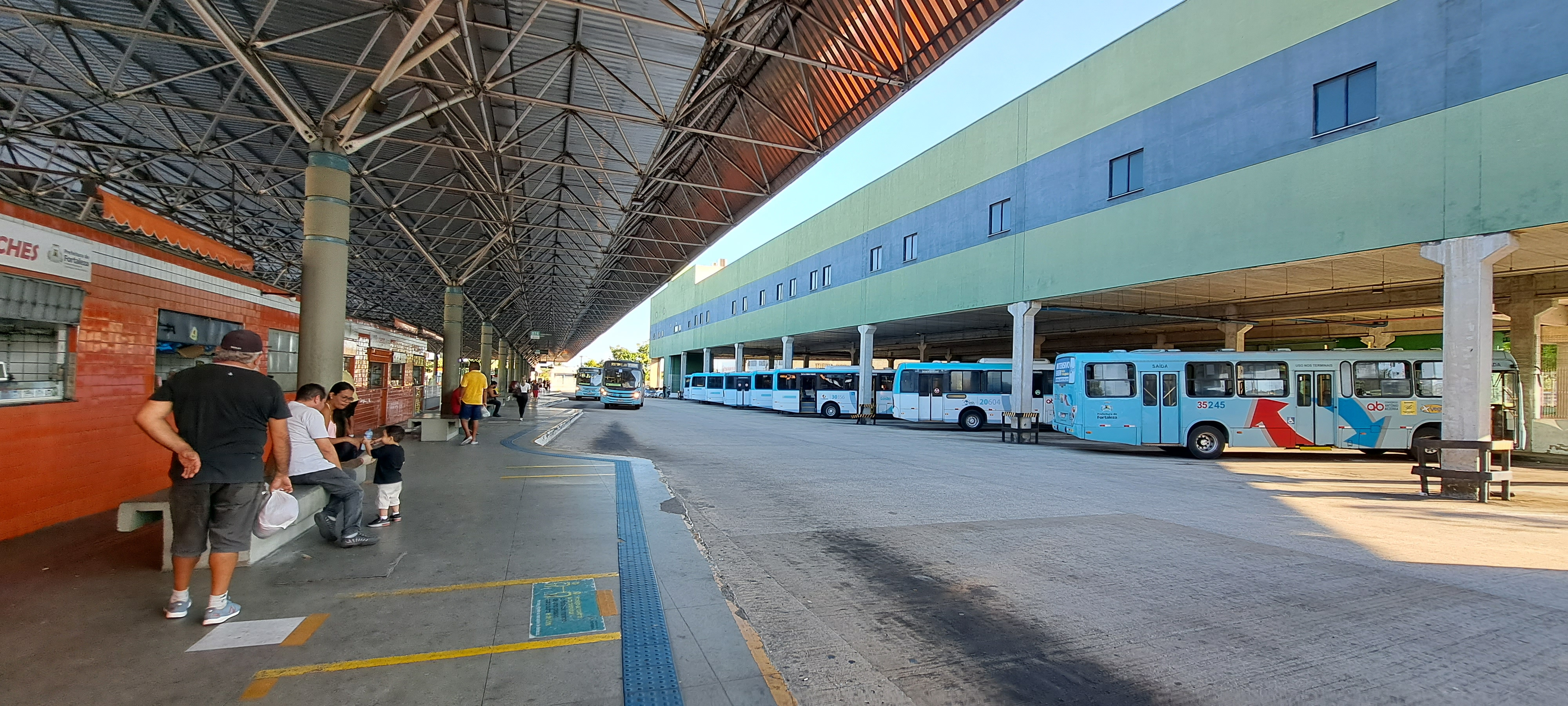
Plataforma B do terminal. É possível observar na imagem o estacionamento de ônibus localizado abaixo da unidade do Vapt Vupt do Antônio Bezerra.

O Terminal Antônio Bezerra foi o primeiro dos sete terminais de integração a ser reformado, passando a ter mais que o dobro do espaço original, passando de 12 mil m² para 29 mil m², tendo recebido um investimento de, aproximadamente, de R$ 21,5 milhões. O equipamento conta com plataformas com piso industrial, cobertura em estrutura metálica e pavimento rígido para circulação de ônibus. 
No total, são duas plataformas de embarque e desembarque e uma para a Administração, todas com amplas áreas para circulação de passageiros, com estações para receber os ônibus articulados e os convencionais. Para garantir o funcionamento adequado das 46 linhas de ônibus que passam pelo local, o terminal possui rampas e túneis de acesso de pedestres às plataformas, que evitam o cruzamento entre usuários e ônibus, proporcionado mais rapidez, comodidade e segurança. 
O terminal conta com duas entradas com bilheterias (Um pela avenida Mister Hull e outro pela Perimetral), prédio para a administração, posto de monitoramento, auditório, 20 Boxes de alimentação, 03 Lojas de variedades, além de quatro conjuntos de banheiros acessíveis. Toda a sinalização do equipamento também foi pensada para facilitar o deslocamento dos passageiros, informando desde a localização dos serviços até a relação das linhas por plataforma. 
Ao todo, 46 linhas de ônibus passam pelo local, transportando uma média diária de 205.828 passageiros, sendo duas linha de BRT pertencente ao corredores Antônio Bezerra-Papicu e Antônio Bezerra-Centro do Expresso Fortaleza que passa por esse terminal.